# Икрянинский сельсовет
Икрянинский сельсовет — сельское поселение в Икрянинском районе Астраханской области Российской Федерации.
Административный центр — село Икряное.

## Географическое положение
Граница муниципального образования «Икрянинский сельсовет» начинает от реки Бахтемир и далее идёт на юг по середине реки. Далее граница идёт на запад, пересекая автомобильную дорогу Астрахань-Лиман, по дамбе между орошаемым участком «Волжский» и ильменем Татарский по южному склону бугра Чертово городище, в западном направлении по земляной дамбе. Между бугром Чертово городище и бугром Кирельта до ильменя Татарский. После граница следует между буграми Долгозубовский и Маячный, далее идет на запад до ильменя Большой Карабулак.
Затем граница идет на северо-восток по середине ильменя Большой Карабулак до ильменя Малый Карабулак. Далее идет по середине ильменей Михайловская заводь, Шаргинский, Боджичья заводь, Малый Карабулак, Зубовская заводь до реки Хурдун.
Далее граница двигается на северо-восток посредине реки Хурдун, далее по середине ерика Соляная дорога, затем по середине ильменя Капталга, по середине ерика безымянный, до ильменя Тараты, затем идёт на восток до ильменя Широкий, поворачивает на северо-восток и идёт до ерика Калмыцкий Уткин. Далее граница идет по середине ериков Калмыцкий Уткин и Безымянный, затем идет по середине ерика Черный, по южной подошве Черный до первоначальной точки.

## История
Статус и границы сельского поселения установлены Законом Астраханской области от 6 августа 2004 года № 43/2004-ОЗ «Об установлении границ муниципальных образований и наделении их статусом сельского, городского поселения, городского округа, муниципального района».
Законом Астраханской области от 26 мая 2016 года № 23/2016-ОЗ Восточный, Икрянинский и Озерновский сельсоветы были объединены в Икрянинский сельсовет с административным центром в селе Икряное.

## Население
| 2006    | 2010    | 2012    | 2013    | 2014    | 2015    | 2016    |
| ------- | ------- | ------- | ------- | ------- | ------- | ------- |
| 10 328  | ↘10 250 | ↗10 284 | ↘10 279 | ↘10 263 | ↗10 284 | ↘10 226 |
| 2017    | 2018    | 2019    | 2020    | 2021    |         |         |
| ↗12 170 | ↘12 071 | ↘11 989 | ↘11 853 | ↗12 646 |         |         |

## Состав сельского поселения
| № | Населённый пункт | Тип населённого пункта       | Население |
| - | ---------------- | ---------------------------- | --------- |
| 1 | Боркино          | село                         | ↗214      |
| 2 | Восточное        | село                         | ↘767      |
| 3 | Гусиное          | село                         | ↗46       |
| 4 | Джамба           | село                         | ↗119      |
| 5 | Икряное          | село, административный центр | ↗10 452   |
| 6 | Карабулак        | посёлок                      | ↘275      |
| 7 | Озёрное          | село                         | ↗653      |
| 8 | Сергино          | село                         | ↘167      |

## Экономика
В селе Икряное расположена головная организация России, осуществляющая и координирующая все научные разработки в области товарного осетроводства — Федеральное государственное унитарное предприятие научно-производственный Центр по осетроводству «БИОС». Центр ведёт работу по совершенствованию биотехнологий выращивания осетровых в прудовых условиях.
С 13 декабря 1929 года был открыт колхоз «Волга», который внес огромный вклад в развитие района. Колхоз развивает добычу рыбы, прудовое рыбоводство, рыбообработку, животноводство, растениеводство.